# Modelo semântico
Nos modelos semânticos, o processo de combinação de documentos com determinada consulta é baseado no nível de conceito e combinação semântica. Isso permite a recuperação de documentos relevantes que compartilham associações significativas com outros documentos no resultado da consulta, mesmo quando essas associações não são inerentemente observadas ou estatisticamente capturadas.
Abordagens semânticas incluem diferentes níveis de análise, como as análises morfológica, sintática e semântica, para recuperar documentos com mais eficiência. O desenvolvimento de um sistema semântico sofisticado requer bases de conhecimento complexas da informação semântica, como como heurísticas de recuperação.